# Град Лесковац
Град Лесковац је територијална јединица која се налази на југу Србије и припада Јабланичком управном округу. Средиште је градско насеље Лесковац. Према подацима са последњег пописа 2022. године у граду је живело 123.950 становника (према попису из 2011. било је 144.206 становника).

## Назив
Према легенди сматра се да се испод брда у близини данашњег Лесковца налазило језеро, али је дошло до његовог сушења и ту је изникла биљка леска (лешник). По њој је Лесковац добио име пре више од 600 година. У време турске владавине носио је назив Хисар од истоимене турске речи која значи „тврђава”.

## Географија

### Положај
Подручје града налази се на надморској висини од 210 до 240 m и смештено је у плодној котлини, омеђеној Бабичком гором (1.098 m), Селичевицом (903 m) и Сувом планином на истоку, Раданом (1.409 m) и Пасјачом на западу и Кукавицом (1.442 m) и Чемерником (1.638 m) на југу. На северу отворена је према Нишкој, а на југу, преко Грделичке клисуре, према Врањско-бујановачкој котлини. Подручје града је смештено у срцу простране и плодне Лесковачке котлине (дугачке 50 и широке 45 km), највеће морфотектонске потолине у Србији. Захвата део долине Јужне Мораве и делове сливова њених значајних левих притока, Ветернице и Јабланице. Географско-саобраћајни положај Лесковачке котлине има транзитни карактер. Кроз њу пролазе важне међународне саобраћајнице, као и саобраћајни правци нижег реда. Главни саобраћајни правац повезује Западну и Средњу Европу са Северном Македонијом, Грчком и Турском. На западу долином Јабланице налази се саобраћајни правац који повезује Лесковачку котлину са Косовском котлином (пут Лесковац—Лебане—Медвеђа—Приштина). Са Пиротском котлином је повезана долином Власине и Лужмице, а долином Власине са Власином и Крајиштем, односно Бугарском.

### Клима
Клима је умереноконтинентална. Средња годишња температура ваздуха за период од 1987—2006. године износи 11 °C. Просечна годишња количина падавина је 622,5 mm воденог талога по m². Најтоплији месеци у години су јул са средњом максималном температуром ваздуха од 29,4 °C и август 29,5 °C. Најхладнији месеци су јануар са средњом минималном температуром од -3,7 °C и фебруар са -2,7 °C. Просечна релативна влажност ваздуха износи 72,9%. Лесковац има просечно у години 75 ведрих и 111 тмурних дана, док је под снегом 48 дана. Северозападни и јужни ветар преовладавају током свих годишњих доба, са највећом брзином током јануара, марта и децембра.

## Историја
Према грчком историчару Херодоту у 5. веку п. н. е. на простору града Лесковца постојало је извесно илирско (дарданско) насеље, око којег се гајила конопља. У 2. веку Римљани, након победе над Илирима, нашли су једно насеље на левој обали Ветернице, а на брду Хисар су подигли тврђаву која је доминирала градом и друмом. У 12. веку предео око данашњег Лесковца под именом Глубочица (Дубочица) византијски цар Манојло је жупану Стафану Ненањи даровао област Глубочицу, у којо се налазило насеље Лесковац. За време цара Душана, па и непосредно после тога, поједина села у Дубочици па и сам Лесковац, били су даривани манастирима. Цар Душан је 1348. године дао на поклон манастиру Хиландару село Лесковац, а 1395. године монахиња Ефимија (кнегиња Милица) са синовима Вуком и Стефаном дала је светогорском манастиру Светог Пантелејмона кућу и два човека у Лесковцу. Тада је Лесковац први пут поменут као град.
Лесковац је крајем 18. века био центар Лесковачког пашалука, који је обухватао целу територију бившег санџака Алаџи-Хисар (Крушевац) и Параћин. Француски географ Ами Буе пише да Лесковац 1837. године има 3.000 кућа, од којих су 2.400 хришћанских, 500 турских, 30 циганских и 10 јеврејских, укупно 15.000 становника.
Окупацијом лесковачког краја за време Првог светског рата од стране Бугарске, нанета су велика страдања становништву, привреди и пореметила његов развитак. Октобра 1918. године у град су ушле претходнице прве српске армије. Лесковац је до избијања Другог светског рата достигао свој зенит у привредном развоју.
Лесковац је 6. и 8. априла 1941. године нападнут од стране нацистичке Немачке, када су пале прве бомбе око железничке станице, главне улице према Хисару, срушена је ливница „Сава” и аутотранспортно предузеће „Беговић и Ђокић”. Немци су 12. априла ушли у Лесковац и окупирали га. У току Другог светског рата град је поднео велике људске и материјалне жртве, међутим, пред сам крај рата је доживео катастрофу. Амерички бомбардери „Б29” са око 50 авиона, без повода и разлога су као савезници рушили читаве квартове и убијали цивиле. Никада није установљен тачан број убијених и рањених, процене се крећу од 2,5 до 4 хиљаде страдалих. Порушено је и оштећено укупно 1.840 објеката. Лесковац је ослобођен 11. октобра 1944. године.
Године 1945. конфискована је фабрика „Глигорије Петровић и комп”, и послује у друштвеној својини под називом Т. И. „Коста Стаменковић”. У периоду од 1945—1952. године из ове фабрике однето је 176 текстилних машина у друге градове (Пирот, Подгорица, Ужице, Прокупље, Вишеград, Пожаревац, Београд, Тетово, Земун). Током шездесетих и почетком седамдесетих година текстилна индустрија доживљава процват, а са њом и Лесковачки сајам текстила и текстилних машина. Привредна и економска рецесија захвата Лесковац почетком деведесетих година 20. века услед догађања у окружењу. Лесковац је 25. марта 1999. године доживео прво бомбардовање током НАТО агресије.

## Насељена места
Град Лесковац има површину 1.025 km² и обухвата 144 насељена места. Са 144 насељена места град Лесковац је најразуђенија територија у Србији. Три насељена места су градског типа, Лесковац, Вучје и Грделица. Лесковац је привредни, друштвено-политички и имиграциони центар читавог подручја. После Ниша, Лесковац је највећи град на југу Србије.
| - Бабичко - Бадинце - Барје - Белановце - Бели Поток - Бистрица - Бобиште - Богојевце - Бојишина - Боћевица - Братмиловце - Брејановце - Брестовац - Брза - Бричевље - Букова Глава - Бунушки Чифлук - Велика Биљаница - Велика Грабовница - Велика Копашница - Велика Сејаница - Велико Трњане - Виље Коло - Вина | - Винарце - Власе - Вучје - Гагинце - Голема Њива - Горина - Горња Бунуша - Горња Јајина - Горња Купиновица - Горња Локошница - Горња Слатина - Горње Крајинце - Горње Синковце - Горње Стопање - Горње Трњане - Горњи Буниброд - Градашница - Грајевце - Граово - Грданица - Грделица - Грделица (село) - Губеревац - Дедина Бара | - Добротин - Доња Бунуша - Доња Јајина - Доња Купиновица - Доња Локошница - Доња Слатина - Доње Бријање - Доње Крајинце - Доње Синковце - Доње Стопање - Доње Трњане - Доњи Буниброд - Драшковац - Дрводеља - Дрћевац - Душаново - Жабљане - Живково - Жижавица - Загужане - Залужње - Злокућане - Злоћудово - Зољево | - Игриште - Јарсеново - Јашуња - Јелашница - Калуђерце - Карађорђевац - Каштавар - Ковачева Бара - Козаре - Кораћевац - Крпејце - Кукуловце - Кумарево - Кутлеш - Лесковац - Липовица - Личин Дол - Мала Биљаница - Мала Грабовница - Мала Копашница - Манојловце - Међа - Мелово - Миланово | - Мирошевце - Мрковица - Мрштане - Навалин - Накривањ - Несврта - Ново Село - Номаница - Ораовица (код Грделице) - Ораовица (код Црковнице) - Орашац - Оруглица - Падеж - Паликућа - Палојце - Петровац - Печењевце - Пискупово - Подримце - Предејане (варош) - Предејане (село) - Пресечина - Прибој - Равни Дел | - Радоњица - Разгојна - Рајно Поље - Рударе - Свирце - Славујевце - Слатина - Смрдан - Стројковце - Ступница - Сушевље - Тодоровце - Тулово - Тупаловце - Турековац - Црвени Брег - Црковница - Црцавац - Чекмин - Чифлук Разгојнски - Чукљеник - Шаиновац - Шарлинце - Шишинце |

## Демографија
Према попису становништва из 2011. године на територији града Лесковца је живело 144.206 становника. Град је углавном насељен Србима који чине 92,7% становништва, затим следе Роми који чине 5,3% становништва. У верском погледу 133.893 становника је православне вероисповести, следе протестанти којих је 2.493, 508 нису верници, 3.264 становника се није изјаснило. Српски је матерњи језик 135.820 грађана, следи ромски који је матерњи 6.576 грађана.
| Национални састав према попису из 2011.‍ | Национални састав према попису из 2011.‍ | Национални састав према попису из 2011.‍ | Национални састав према попису из 2011.‍ | Национални састав према попису из 2011.‍ |
| --------------------------------------- | --------------------------------------- | --------------------------------------- | --------------------------------------- | --------------------------------------- |
|                                         |                                         |                                         |                                         |                                         |
| Срби                                    | Срби                                    |                                         | 133.623                                 | 92,7%                                   |
| Роми                                    | Роми                                    |                                         | 7.700                                   | 5,3%                                    |
| Македонци                               | Македонци                               |                                         | 291                                     | 0,2%                                    |
| Црногорци                               | Црногорци                               |                                         | 192                                     | 0,1%                                    |
| Укупно: 144.206                         |                                         |                                         |                                         |                                         |

| Верски састав према попису из 2011.‍ | Верски састав према попису из 2011.‍ | Верски састав према попису из 2011.‍ | Верски састав према попису из 2011.‍ | Верски састав према попису из 2011.‍ |
| ----------------------------------- | ----------------------------------- | ----------------------------------- | ----------------------------------- | ----------------------------------- |
|                                     |                                     |                                     |                                     |                                     |
| Православци                         | Православци                         |                                     | 133.893                             | 92,8%                               |
| Протестанти                         | Протестанти                         |                                     | 2.493                               | 1,7%                                |
| Муслимани                           | Муслимани                           |                                     | 189                                 | 0,1%                                |
| Католици                            | Католици                            |                                     | 122                                 | 0,1%                                |
| Атеисти                             | Атеисти                             |                                     | 508                                 | 0,3%                                |
| Укупно: 144.206                     |                                     |                                     |                                     |                                     |

| Језички састав према попису из 2011.‍ | Језички састав према попису из 2011.‍ | Језички састав према попису из 2011.‍ | Језички састав према попису из 2011.‍ | Језички састав према попису из 2011.‍ |
| ------------------------------------ | ------------------------------------ | ------------------------------------ | ------------------------------------ | ------------------------------------ |
|                                      |                                      |                                      |                                      |                                      |
| Српски                               | Српски                               |                                      | 135.820                              | 94,2%                                |
| Ромски                               | Ромски                               |                                      | 6.576                                | 4,6%                                 |
| Македонски                           | Македонски                           |                                      | 221                                  | 0,1%                                 |
| Укупно: 144.206                      |                                      |                                      |                                      |                                      |

## Знаменитости

### Цркве и манастири
- Саборна црква Свете Тројице се налази у самом центру Лесковца. Грађена је од 1921. до 1931. године у српско-византијском стилу. Основа цркве је приближно квадратног облика, а у основи је равнокраки крст са пет купола. Споља је веома украшена орнаментиком да превазилази све цркве у земљи у том погледу. Изнутра има три галерије а велике иконе на зиду су рађене више у декоративном стилу неголи у живописном. Предња галерија служи за хор, а на десној и левој постављена је још по једна црква-капела. Свечаном освећењу присуствовао је, поред највиших црквених великодостојника, и краљ Александар Карађорђевић.[17]
- Црква Оџаклија је саграђена 1803. године и налази се у црквеном комплексу Саборне цркве. Посвећена је рођењу Пресвете Богородице. Широка и ниска укопана је око метар у земљу како не би упадала у очи тадашњим турским властима. Обновљена је 1892. године и од тада је поново у функцији. Јединствена је по томе што у њој постоји озидан оџак, што није карактеристично за данашње цркве. Лесковчани су у цркви, под изговором пред Турцима да граде кућу свом свештенику, начинили у огњиште и димњак. Представља једнобродну базилику, има трем са аркадама и дрвеним стубовима на јужној и западној страни. Црква је зидана од ћерпича са дебелима зидовима. Дуж целог свода и у самим зидовима уграђивани су земљани лонци распоређени у размаку од по један метар, са грлићима окренутим ка унутрашњости цркве, па се у зидовима могу видети ситне рупе што доприноси изузетној акустици.[18]

- Црква Свете Петке налази се у селу Кумареву, 5 km источно од Лесковца. Подигнута је око 1800. године, а обновљена у периоду од 1930—1933. године. Стилски представља синтезу барокног третмана и традиционалне српско-византијске форме. Живописана је 1803. године. Поред ове цркве саграђена је нова црква тридесетих година 20. века, која је рађена по триконхалном моравском плану са уписаним крстом, једном куполом и звоником са припратом.[19]
- Црква Свете Петке и конак чине манастирски комплекс у селу Рударе који се налази 4 km јужно од Лесковца. Тачан датум градње цркве није познат, претпоставља се да је настала на темељима једнобродне ранохришћанске базилике, од које су приликом обнове 1789. године сачувани централни и олтарски део. Старе иконе са иконостаса су замењене 1907. и 1908. године. Поред цркве налази се конак који представља један од најлепших примерака профане грађевинске архитектуре балканског стила. Зграда има приземље и спрат, а основа зграде је у облику слова Т. Постоји и велики доксат испод кога се улази у приземље, затим велики хол и дрвене степенице које воде на спрат. Ова грађевина поседује сачуване аутентичне дрвене прозорске капке на спрату и велики димњак, због чега спада у ред најлепших објеката те врсте у Србији.[20]

- Црква Светог Јована Крститеља у Вучју је подигнута у византијском стилу, у кањону реке Вучјанке, и налази се на око 18 km од Лесковца. Грађена је у периоду између 1935. и 1938. године на рушевинама старе цркве, задужбине Николе Скобаљића. Изграђена је од тесаног камена и изнутра је осликана фрескама. Састоји се и од дугачке отворене припрате повезане тремом са једноспратним звоником на западу.[21]
- Јашуњски манастири се налазе изнад села Јашуње, 13 km североисточно од Лесковца. То су два манастира, женски Манастир Ваведења Пресвете Богородице и мушки Светог Јована Крститеља, који су удаљени један од другог километар и по. Манастир Свете Богородице је подигла монахиња Ксенија са монахињама Теофом, Мартом и Маријом 1499. године чији се ктиторски портрет налази у припрати. Све четири су насликане као монахиње и жене у годинама, али се о њима не зна ништа. У цркви постоје два животописа, један из времена градње, а други из 19. века. Манастир Свете Богородице је мала грађевина која у основи има правоугаоник који се на истоку завршава полукружном апсидом, а на западу правоугаоном припратом. Манастир Светог Јована Крститеља је подигао Андроник Кантакузен са браћом 1517. године. Грађевина је зидана комбиновањем правилно обликованог камена и опеке. То је јединствена грађевина са по два пиластра на јужном и северном зиду, на истоку је полукружна апсида, а на западу правоугаона припрата уз коју је отворен трем.[22]

### Историјска здања
- Кућа Боре Димитријевића Пиксле се налази у центру Лесковца, у близини Саборног храма. Представља типичну зграду балканског стила, али нема тачних података о години настанка. Једно време је била седиште турског паше, а сама грађевина представља реконструкцију градске куће с краја 19. века. То је једноспратна зграда чија је фасада према улици са два еркера на конзолама, а према дворишту са затвореном дивананом испред које се налази улаз. У зграду се улази право у мали хол, из кога воде дрвене степенице на спрат. Постоји подрум у приземном делу који је за неколико степеница нижи од пода приземља и у који може да се уђе са улице. У појединим собама сачувала су се првобитна врата, таванице од дрвета и долапи узидани у зидове. Зграда је претрпела знатне измене и преправке и донекле је цела зграда доведена у њено првобитно стање. Свака соба је реконструисана на основу оригиналних докумената.[23]
- Кућа Шоп Ђокића се налази у самом центру Лесковца и саграђена је пре више од 140 година. Зграда је реконструисана почетком седамдесетих година 20. века, чиме је оригинални објекат добио комплетно нову форму. Рађена је у балканском стилу грађанске архитектуре 19. века са приземљем и спратом. Има отворену диванхану на спрату са делимично сачуваном таваницом, постављена на средини дворишне фасаде. Лево од улаза воде дрвене степенице на спрат, где се налазе главне просторије. У највећој и најлепшој соби се налази врло лепа и богата таваница урађена у дуборезу, каквих нема много сачуваних. Унутрашња декорација се налази на таваницама, углавном у различито обрађеним розетама, затим на оквирима врата и прозора. Веома интересантни су дводелни дрвени капци на прозорима, од којих се један вертикално спушта под прозор а други диже.[24]

- Музеј текстилне индустрије се налази у селу Стројковце, 11 km јужно од Лесковца. Овде су предузимљиви лесковачки трговци 1884. године основали фабрику гајтана у неколико трошних зграда, која је имала воденицу и неколико чвркова. Погонска снага је била вода из реке, а фабрика је производила гајтане који су у то време имало најбољу пролазност на тржишту. Тиме су ударени темељи познатој лесковачкој индустрији текстила по којој је Лесковац дуги низ година био познат као „Мали Манчестер”, а сама фабрика је данас претворена у музеј. У згради лево од главног објекта су изложени оригинални предмети који представљају процес производње гајтана, док се у приземљу главне зграде (воденице) налази етно поставка народног музеја, а на спрату музеј текстилне индустрије.[25]
- Хидроелектрана у Вучју се налази око 17 km од Лесковца. Први киловати електричне енергије хидроелектране на реци Вучјанки потекли су 24. децембра 1903. године. Тај датум је одабран јер је на тај дан 1877. године Лесковац ослобођен од Турака. Друга је хидроелектрана по старости у Србији, после хидроелектране на Ђетињи код Ужица, која је изграђена две године раније. Хидроелектрана и данас ради и производи електричну енергију по чему је јединствена на Балкану.[26]

- Скобаљић град су остаци тврђаве која се налази на падинама Кукавице изнад Вучја, на 18 km јужно од Лесковца. Утврђење потиче из 15. века и саградио га је српски војвода Никола Скобаљић када је бранио подручје Дубочице од Турака. Простирао се на површини од око једног хектара. Састојао се од Горњег, Доњег града и подграђа. Најјачи бедеми се налазе на западу, а на северу се налази одбрамбени ров. Две куле су дијагонално постављене, мања се налази поред капије која води у Доњи град, а већа Донжон кула се налази у северозападном делу и њени зидови су очувани до висине приземља. Доњи град са подграђен се простире источно од Горњег града и прати конфигурацију терена.[27]

### Археолошка налазишта
- Етно-археолошки парк на брду Хисар се простире на површини од 24 хектара. Прва археолошка ископавања на Хисару су почела 1954. године на источној падини где је откривена једнобродна црква од камена малих димензија. Од 1998. године се интензивно обављају археолошка истраживања на овом локалитету, а један од најзначајнијих проналазака на Хисару је гвоздена игла (жезло) од чистог, нерђајућег гвожђа. Комад је компактан без икаквих примеса и као такав представља епохално откриће, установљено је да чак и применом савремене технологије овакви примерци се не могу излити. Нађен је материјал који указује на неколико раздобља, од праисторијског, преко византијског до турског. Проналасци указују на трагове из 13. до 10. века п. н. е. што говори о присуству Дарданаца на овим просторима.[28]

## Градска власт
Највиши правни акт Града је Статут којим се уређују услови, начин и облици вршења права и дужности из надлежности Града. Статут доноси Скупштина града већином гласова од укупног броја одборника. Органи Града су Скупштина града, Градоначелник, Градско веће и Градска управа.
Скупштина града је највиши орган Града који врши основне функције локалне власти, утврђене Уставом, Законом и Статутом. Скупштина града се састоји од 75 одборника, које бирају грађани на непосредним изборима, тајним гласањем. Скупштина града има председника Скупштине града. Председник организује рад Скупштине, сазива и председава њеним седницама. Такође, он представља и заступа Скупштину пред свим међународним и домаћим субјектима, организацијама и телима. Председник има свог заменика, који га замењује у случају његове одсутности и спречености да обавља своју дужност.
Градоначелника бира Скупштина града из редова одборника, на период од четири године, тајним гласањем, већином гласова од укупног броја одборника Скупштине града. Има заменика који га замењује у случају његове одсутности или спречености да обавља своју дужност. Председник Скупштине предлаже кандидата за градоначелника, а кандидат за градоначелника предлаже кандидата за заменика градоначелника из реда одборника, које бира Скупштина на исти начин као и градоначелника. Градоначелник има помоћнике, који покрећу иницијативе, предлажу пројекте и сачињавају мишљења која су у вези питања која су од значаја у областима за које су постављени и врше друге послове утврђене актом о организацији Градске управе. Помоћнике бира и разрешава дужности градоначелник.
Градско веће чине градоначелник, заменик градоначелника, као и 11 чланова Градског већа које бира Скупштина града на период од четири година, тајним гласањем, већином од укупног броја одборника. Председник већа је градоначелник.
Градска управа се организује у више организационих јединица. Број, назив и области за које се образују одељења управе утврђују се актом о организацији градске управе. Радом Градске управе руководи начелник Градске управе, кога поставља Градско веће на основу јавног огласа, на пет година.

## Градови побратими
Град Лесковац је побратимљен са следећим градовима:
- Куманово, Северна Македонија
- Ново Место, Словенија
- Бања Лука, Република Српска (БиХ)
- Призрен, Косово и Метохија (Србија)
- Вервје, Белгија
- Пазин, Хрватска
- Зрењанин, Србија
- Силистра, Бугарска
- Ланџоу, Кина
- Бијељина, Република Српска (БиХ)
- Елин Пелин, Бугарска